# Ніколя Шміт
Ніколя Шміт (люксемб. Nicolas Schmit; нар. 10 грудня 1953, Дифферданж) — люксембурзький політик, дипломат, економіст, парламентар, діяч Люксембурзької соціалістичної робітничої партії, міністр кількох урядів у 2004—2019 рр., депутат Європейського парламенту IX скликання (з 2019 р.), єврокомісар із питань працевлаштування з 1 грудня 2019 р.

## Життєпис
Одержав диплом економіста в Інституті політичних досліджень Екс-ан-Прованс (фр. Institut d'études politiques d'Aix-en-Provence), а також диплом доктора з міжнародних відносин. Наприкінці 70-х рр. ХХ ст. працював в Університеті Поля Сезанна. 1979 року потрапив на роботу в люксембурзькі органи державної влади: спочатку в канцелярію прем'єр-міністра, перейшовши 1983 р. на дипломатичну службу. 1984 р. обійняв посаду керівника політичного апарату міністра закордонних справ Жака Пооса.
1989 року став парламентським секретарем Люксембурзької соціалістичної робітничої партії, а роком пізніше — радником у постійному представництві Люксембурга при Європейських спільнотах у Брюсселі. З 1992 по 1998 р. керував відділом міжнародних економічних відносин і співробітництва в Міністерстві закордонних справ. 1998 р. став послом Люксембургу в Європейському Союзі, як заступник члена брав участь у роботі Європейського Конвенту.
2004 р. ввійшов до складу уряду Жана-Клода Юнкера як міністр-делегат зовнішньополітичного відомства, який також відповідав за питання міграції. У 2009, 2013 та 2018 рр. був обраний депутатом Палати депутатів.
2009 р. став міністром праці, зайнятості та імміграції у наступному кабінеті Жана-Клода Юнкера. 2013 р. Ксав'є Бетель поклав на нього обов'язки міністра праці. З посади пішов 2018 р. У 2019 р. обраний депутатом Європарламенту 9-го скликання.
Того самого року відряджений від своєї країни у новосформовану Єврокомісію на чолі з Урсулою фон дер Ляєн (зі строком повноважень із 1 грудня 2019 р.) на посаду Єврокомісара з питань робочих місць і соціальних прав.